# Jon T. Pitts
Jon T. Pitts (nascido em 1948) é um matemático estadunidense que trabalha em análise geométrica e cálculo das variações.
Pitts obteve seu doutorado na Universidade Princeton em 1974 sob a orientação de Frederick Almgren, com a tese Every Compact Three-Dimensional Manifold Contains Two-Dimensional Minimal Submanifolds.
Ele recebeu uma Sloan Fellowship em 1981.
A teoria min-max de Almgren–Pitts é nomeada após Pitts e seu orientador.